# Agenor Gołuchowski starší
Agenor Gołuchowski (8. února 1812 Lvov – 3. srpna 1875 Lvov) byl šlechtic z Haliče a rakouský politik.

## Život
Narodil se do starobylého šlechtického rodu pocházejícího z Polska. Jeho kořeny sahají až do 14. století. Roku 1849 se Gołuchowski stal místodržitelem v Haliči. V jím spravované zemi se věnoval podpoře vzdělanosti, když ve městě Lvov nechal zřídit polské gymnázium a v Ternopilu zbudoval reálku. Když pak roku 1859 opustil svou funkci ministra vnitra Alexander Bach, nastoupil na jeho místo. Předsedou vlády tehdy byl Johann Rechberg, přesto Gołuchowski ovlivňoval vnitřní chod monarchie.
Z této pozice se snažil zmírnit dopady krize, která postihla Rakouské císařství po prohrané válce s Itálií. Realizoval vládní úsporná opatření, ale vzhledem k tomu, že toto řešení dle názoru panovníka Františka Josefa I. nepřinášelo kýžený efekt, svolal Gołuchowski roku 1860 rozmnoženou říšskou radu, jejíž rokování ho inspirovala k reformě císařství. Plán počítal s federalizací monarchie. Aristokracie s návrhem souhlasila a panovník ho svým Říjnovým diplomem vydaným dne 20. října 1860 uvedl v platnost.
Návrh se ovšem nezamlouval liberálům, a to jak centralistickým německým, tak rovněž maďarským, kteří vnímali domluvené jako přílišné zasahování do uherských práv. Jejich averze ještě vzrostla s tím, jak začaly být publikovány jednotlivé návrhy této reformy. Jakmile se na stranu vzbouřenců přidaly i maďarské aristokratické kruhy, které vlivem podpory vlády ztratily podporu v Uhrách, musel ministr vnitra Gołuchowski roku 1860 abdikovat.
V následujících letech 1866 až 1868 a pak opětovně 1871 až 1875 zastával svou původní funkci místodržícího v Haliči. Syn Agenor Maria Gołuchowski se posléze stal ministrem zahraničí v nové rakousko-uherské monarchii.